# Decimator
Der Decimator oder Zehentner war ein mittelalterlicher Amtsträger oder Beauftragter von Klöstern, Pfarren, Grundherren oder Zehntpächtern, dessen Aufgabe es war, den Zehnt einzutreiben. Zur Aufbewahrung des Zehnten wurden große Zehntscheunen gebaut, und meist mussten die Zehntpflichtigen ihre Abgaben dort oder am Zehnthof selbst abliefern.
Der Begriff wurde aber gelegentlich auch für die Empfänger des Zehnts angewandt, so z. B. die „Decimatores majores“, d. h. die Empfänger des „Großen Zehnten“, und die „Decimatores minores“, die Nutznießer des „Kleinen Zehnten“.